# Lindsey Berg
Lindsey Napela Berg, född 16 juli 1980 i Honolulu, är en amerikansk volleybollspelare. Berg blev olympisk silvermedaljör i volleyboll vid sommarspelen 2008 i Peking.